# Cultura Dudești
La cultura Dudești és el nom donat per l'arqueologia a una cultura neolítica originària de Romania. Es va desenvolupar al llarg del VI mil·lenni aC i està tipificada per habitatges semisubterranis (Zemlyanki) a les vores dels altiplans baixos.
Aquesta cultura va contribuir a l'origen tant de la posterior cultura Hamangia com de la cultura Boian. Va rebre el nom de Dudești, un barri al sud-est de Bucarest.
Es caracteritza per assentaments formats per cabanes destartalades, poques en nombre, que estaven situades als prats fluvials. En aquests assentaments hi vivien comunitats de persones l'activitat principal de les quals era la pràctica de la ramaderia i una agricultura primitiva, que utilitzava eines de la tradició microlítica, com els punxons d'os de banya, vasos de coll llarg, esmoladores de pedra plana, estris de terracota -peses i fusaioles, i una ceràmica més evolucionada, pilars truncats o troncopiramidals amb ressalts perforats, proveïts de decoracions d'elements plàstics mimètics semblants als de la Cultura Criș, amb plecs de motius espirals o incisions amb motius geomètrics.